# Карли, Гвидо
Гвидо Карли (итал. Guido Carli; 28 марта 1914, Брешиа, Ломбардия — 23 апреля 1993, Сполето, провинция Перуджа, Умбрия) — итальянский экономист, банкир и политик.

## Биография
Родился 28 марта 1914 года в Брешии, сын Филиппо Карли (возглавлял Торговую палату Брешии, а в 1926 году получил кафедру политической экономии на юридическом факультете Пизанского университета) и Эджины Кьяретти (Egina Chiaretti). Учился на юридическом факультете Падуанского университета у известного экономиста и сторонника либеральных идей Марко Фанно, окончил университет в 1936 году. На формирование убеждений Гвидо Карли стремился повлиять его отец, приверженец теорий экономического национализма и фашистского корпоративизма, но сын не последовал по его стопам — не став явным антифашистом, Карли-младший публично высказывал неприятие принципов фашистской политэкономии.
В 1945 году Карли вошёл в состав Административного совета Итальянского управления по изменению Конституции (Consiglio di amministrazione dell’Ufficio italiano dei cambî dalla costituzione), а в 1948 году — в Генеральный совет того же управления.
С 1937 года работал в Институте промышленного восстановления (Istituto per la Ricostruzione Industriale, IRI), в 1947—1952 годах являлся исполнительным директором Международного валютного фонда, одновременно в 1948—1952 годах — консультант Итальянского управления обменных курсов (Ufficio italiano cambi), а в 1950—1952 годах — председатель правления Европейского платёжного союза.
С 19 мая 1957 по 1 июля 1958 года Карли являлся министром внешней торговли в правительстве Дзоли.
В 1959 году стал генеральным директором Банка Италии, а с августа 1960 по август 1975 года являлся его управляющим. Кроме того, с 1960 по 1970 год являлся членом правления Банка международных расчётов, а с 1962 по 1975 год — управляющим от Италии в Международном банке реконструкции и развития. С 1976 по 1980 годы Карли был президентом Конфиндустрии.
В 1977 году по инициативе возглавляемой Умберто Аньелли группы предпринимателей и при поддержке Конфиндустрии в Риме на базе католического университета Pro Deo, существовавшего с 1966 года, учреждён Международный свободный университет общественных наук (LUISS). С 1 ноября 1978 года до своей смерти в 1993 году Гвидо Карли являлся его президентом, а с 1994 года по решению Совета директоров университет носит его имя. В 1980 году Карли возглавил Промышленный союз Европейского сообщества (Union des industries de la Communauté Européenne).
В 1983 году избран от Ломбардии в Сенат IX созыва и входил во фракцию Христианско-демократической партии с 19 июля 1983 по 1 июля 1987 года. В 1987 году переизбран (снова в Ломбардии) и до 1992 года вновь состоял во фракции христианских демократов.
С 22 июля 1989 по 12 апреля 1991 года занимал кресло министра финансов (ministro del Tesoro) в шестом правительстве Андреотти, а с 12 апреля 1991 по 24 апреля 1992 года — в седьмом правительстве Андреотти. В 1992 году именно Карли представлял Сенату Маастрихтский договор, мотивировав при этом необходимость его подписания перспективами получения выгод от рыночной экономики, подчинённой оптимальным правилам, и программ государственного финансирования, направленных к благу будущих поколений.
Умер в Сполето 23 апреля 1993 года.

## Награды
2 июня 1962 года Гвидо Карли награждён Большим Крестом ордена «За заслуги перед Итальянской Республикой».

## Избранные труды
- Дисциплина цен (La disciplina dei prezzi, Torino, Giulio Einaudi, 1943).
- Экономические последствия эволюции техники (Le conseguenze economiche dell’evoluzione della tecnica, Roma, Migliaresi, 1944).
- Экономика и техника (Economia e tecnica, Roma, Migliaresi, 1944).
- Промышленная реформа в Италии (La riforma industriale in Italia, Roma, Partito liberale italiano, 1945).
- К многосторонности обменов и конвертируемости валют (Verso il multilateralismo degli scambi e la convertibilità delle monete, Roma, Bancaria, 1955).
- Эволюция итальянского законодательства о контроле над обменом и курсами валют (Evoluzione della legislazione italiana sul controllo degli scambi e dei cambi, Roma, Bancaria, 1957).
- Итальянская экономика и международное экономическое сотрудничество (L’economia italiana e la collaborazione economica internazionale, Padova, Universita degli studi, 1959).
- Интервью об итальянском капитализме (Intervista sul capitalismo italiano, a cura di Eugenio Scalfari, Bari, Laterza, 1977).
- Экономическая свобода и политическая свобода (Libertà economiche e libertà politiche, Torino, Fondazione Giovanni Agnelli, 1977).
- Инфляция и система права (Inflazione e ordinamento giuridico, coautore Francesco Capriglione, Milano, A. Giuffrè, 1981).
- Воспоминания управляющего (Memorie del governatore, Milano, presentazione di Natalino Irti, Libri Scheiwiller, Credito italiano, 1988).
- Мысли бывшего управляющего (Pensieri di un ex governatore, Pordenone, Edizioni studio tesi, 1988. ISBN 88-7692-160-5)
- Экономика, общество, институты (Economia, società, istituzioni, Milano, Giuffrè, 1989. ISBN 88-14-01932-0)
- Пятьдесят лет итальянской жизни (Cinquant’anni di vita italiana, in collaborazione con Paolo Peluffo, Bari, Laterza, 1993. ISBN 88-420-4336-2)
- Записки о международной экономике (Scritti di economia internazionale, numero speciale, dicembre 1993 di «Moneta e credito», Roma, Editoriale Lavoro, 1993).
- Две души Фауста: записки об экономике и политике (Le due anime di Faust: scritti di economia e politica, a cura di Paolo Peluffo, Bari, Laterza, 1995. ISBN 88-420-4849-6)
- Избранные записки (Scritti scelti, a cura di Paolo Peluffo e Federico Carli, Roma, GLF editori Laterza, 2000. ISBN 88-420-6112-3)
- Lacci e lacciuoli, prefazione di Antonio D’Amato, Roma, Luiss University Press, 2003. ISBN 88-88877-03-7
- Considerazioni finali della Banca d’Italia, a cura di Paolo Savona, edizione commentata, Roma, Treves, 2011. ISBN 978-88-8463-002-5